# لوزینی-سور-اوش
لوزینی-سور-اوش (به فرانسوی: Lusigny-sur-Ouche) یک کمون در فرانسه با جمعیت ۸۹ نفر است که در Canton of Bligny-sur-Ouche واقع شده‌است.